# Christisonia rodgeri
Christisonia rodgeri là loài thực vật có hoa thuộc họ Cỏ chổi. Loài này được W.W.Sm. & Banerji mô tả khoa học đầu tiên năm 1914.